# Morti il 7 ottobre
| Questa pagina contiene informazioni ricavate automaticamente dalle voci biografiche con l'ausilio del template Bio e di un bot. L'aggiornamento è periodico e automatico e ricostruisce completamente la pagina. Se manca una persona in questa lista, sei pregato di non aggiungerla, ma accertati piuttosto che la sua voce biografica contenga il template Bio e che i dati anagrafici siano correttamente compilati. Se il template Bio manca, inseriscilo tu stesso o, in alternativa, metti l'avviso {{tmp\|Bio}} che ne segnala la mancanza. Se i dati riportati sono sbagliati, correggi direttamente la voce biografica; le modifiche saranno visibili in questa lista entro pochi giorni. Per chiarimenti vedi il progetto biografie. La lista contiene solo le 506 persone che sono citate nell'enciclopedia e per le quali è stato implementato correttamente il template Bio. Pagina aggiornata al 17 ago 2025. |

## IV secolo(2)
- 304 - Giustina di Padova, santa romana
- 336 - Papa Marco, papa, vescovo e santo romano

## VIII secolo(1)
- 767 - Costantino II di Costantinopoli, arcivescovo bizantino

## IX secolo(1)
- 858 - Montoku, imperatore giapponese (n. 827)

## X secolo(2)
- 929 - Carlo III di Francia, sovrano (n. 879)
- 976 - Elena di Zara, regina croato

## XI secolo(1)
- 1072 - Sancho II di Castiglia, re (n. 1036)

## XII secolo(3)
- 1106 - Ugo di Romans, vescovo cattolico e monaco cristiano francese
- 1130 - Al-Amir bi-ahkam Allah, imam arabo (n. 1096)
- 1130 - Ermanno II di Baden, nobile tedesco

## XIII secolo(4)
- 1209 - Guglielmo IV di Forcalquier, conte
- 1242 - Juntoku, imperatore giapponese (n. 1197)
- 1260 - Alberto I di Sassonia, nobile tedesco (n. 1175)
- 1293 - Pinamonte dei Bonacolsi, politico italiano (n. 1206)

## XIV secolo(1)
- 1369 - Pierre de Banac, cardinale e vescovo cattolico francese

## XV secolo(14)
- 1426 - Alice di Baux, nobile francese
- 1447 - Pietro Donà, arcivescovo cattolico e umanista italiano
- 1457 - Giovanni di Coimbra, principe portoghese (n. 1431)
- 1461 - Jean Poton de Xaintrailles, generale francese
- 1466 - Barbara Manfredi, nobile (n. 1444)
- 1466 - Samuele da Tradate, pittore italiano
- 1467 - Guido I Rangoni, condottiero italiano
- 1472 - Michelozzo, scultore e architetto italiano (n. 1396)
- 1480 - Sigismondo I de Luna, nobile, politico e militare italiano
- 1483 - Ferry de Clugny, cardinale e vescovo cattolico francese (n. 1430)
- 1488 - Giovanna degli Albizzi, italiana (n. 1468)
- 1490 - Pietro Lalle Camponeschi, nobile e condottiero italiano
- 1495 - Giacomo Trotti, nobile, diplomatico e ambasciatore italiano (n. 1423)
- 1496 - Ferdinando II di Napoli, sovrano italiano (n. 1467)

## XVI secolo(20)
- 1513 - Ermes Bentivoglio, nobile italiano (n. 1476)
- 1513 - Antonio Pio, generale e nobile italiano
- 1513 - Scipione Ugoni, generale italiano
- 1514 - Bernardo Rucellai, scrittore e umanista italiano (n. 1448)
- 1515 - Bartolomeo d'Alviano, condottiero e politico italiano (n. 1455)
- 1524 - Antonio Contarini, patriarca cattolico italiano (n. 1450)
- 1527 - Giovanni Francesco Acquaviva d'Aragona, condottiero italiano (n. 1483)
- 1536 - Sebastiano di Montecuccoli, nobile italiano
- 1540 - Pedro Fernández Manrique, cardinale e vescovo cattolico spagnolo
- 1540 - Cristoforo Giacobazzi, cardinale e vescovo cattolico italiano (n. 1499)
- 1544 - Arnaldo Albertin, vescovo cattolico spagnolo (n. 1480)
- 1565 - Johannes Mathesius, pastore protestante e teologo tedesco (n. 1504)
- 1569 - Guillaume Guéroult, editore, traduttore e poeta francese (n. 1507)
- 1571 - Dorotea di Sassonia-Lauenburg, regina (n. 1511)
- 1571 - Müezzinzade Alì Pascià, ammiraglio turco
- 1571 - Mehmet Shoraq, ammiraglio turco (n. 1525)
- 1577 - George Gascoigne, poeta britannico (n. 1535)
- 1581 - Onorato I di Monaco, monegasco (n. 1522)
- 1590 - Fulvia da Correggio, nobildonna italiana (n. 1543)
- 1597 - Francesco Rovigo, compositore e organista italiano

## XVII secolo(21)
- 1612 - Battista Guarini, drammaturgo, scrittore e poeta italiano (n. 1538)
- 1618 - Alonso de Idiáquez de Butrón y Múgica, militare e nobile spagnolo (n. 1565)
- 1620 - Stanisław Żółkiewski, militare polacco (n. 1547)
- 1626 - Paul Bril, pittore e incisore fiammingo (n. 1554)
- 1630 - Giovanni Battista Fontana, compositore e violinista italiano (n. 1589)
- 1631 - Katō Yoshiaki, militare giapponese (n. 1563)
- 1635 - Francesco Brunelli, intagliatore italiano (n. 1572)
- 1637 - Willem van de Passe, incisore e disegnatore olandese (n. 1597)
- 1637 - Vittorio Amedeo I di Savoia, nobile italiano (n. 1587)
- 1639 - Johannes Isacius Pontanus, storiografo danese (n. 1571)
- 1641 - Francesco Arcudi, vescovo cattolico italiano (n. 1596)
- 1650 - Antonio de Aragón-Córdoba-Cardona y Fernández de Córdoba, cardinale spagnolo (n. 1616)
- 1651 - Jacques Sirmond, gesuita francese (n. 1559)
- 1653 - Fausto Poli, cardinale e arcivescovo cattolico italiano (n. 1581)
- 1659 - Luigi Cusani, III marchese di Ponte, nobile e politico italiano (n. 1592)
- 1663 - Sofia Eleonora d'Assia-Darmstadt, nobile (n. 1634)
- 1676 - Antoine Le Quieu, religioso francese (n. 1601)
- 1681 - Nikolaes Heinsius il Vecchio, filologo classico e diplomatico olandese (n. 1620)
- 1682 - Ludovico Buglio, missionario, gesuita e sinologo italiano (n. 1606)
- 1683 - Albrecht von Sinzendorf, nobile e politico austriaco (n. 1619)
- 1690 - Jacques Savary, mercante, scrittore e funzionario francese (n. 1622)

## XVIII secolo(19)
- 1708 - Guru Gobind Singh, indiano (n. 1666)
- 1719 - Paul Lorrain, scrittore e religioso britannico
- 1719 - Pierre Rémond de Montmort, matematico francese (n. 1678)
- 1724 - Federico di Schleswig-Holstein-Sonderburg-Wiesenburg, nobile tedesco (n. 1651)
- 1727 - Giovanna Agnese Berthelot de Pleneuf, nobile francese (n. 1698)
- 1728 - Jean-Baptiste Volumier, violinista e compositore fiammingo
- 1747 - Giulia Lama, pittrice italiana (n. 1681)
- 1750 - Francesco Colonna di Sciarra, IV principe di Carbognano, nobile italiano (n. 1683)
- 1753 - Carlo Bossi, vescovo cattolico italiano (n. 1669)
- 1756 - Johannes Nathanael Lieberkühn, medico tedesco (n. 1711)
- 1777 - Francesco Maria Accinelli, storico, geografo e presbitero italiano (n. 1700)
- 1781 - Domenico Cavallari, giurista e presbitero italiano (n. 1724)
- 1783 - William Tans'ur, compositore e insegnante inglese (n. 1706)
- 1792 - George Mason, politico statunitense (n. 1725)
- 1793 - Wills Hill, I marchese del Downshire, politico britannico (n. 1718)
- 1795 - Hubert Cazin, editore francese (n. 1724)
- 1795 - Johann Georg Ritter von Zimmermann, filosofo, naturalista e medico svizzero (n. 1728)
- 1796 - Thomas Reid, filosofo scozzese (n. 1710)
- 1796 - Thomas Johann Kaspar von Thun und Hohenstein, vescovo cattolico tedesco (n. 1737)

## XIX secolo(56)
- 1803 - Pierre Vachon, compositore francese (n. 1738)
- 1807 - Charles-Axel Guillaumot, architetto francese (n. 1730)
- 1813 - Peter Jacob Hjelm, chimico svedese (n. 1746)
- 1814 - Guillaume-Antoine Olivier, entomologo e botanico francese (n. 1756)
- 1816 - Gaetano Costalonga, pittore italiano (n. 1726)
- 1818 - Gudmund Jöran Adlerbeth, politico, storico e antiquario svedese (n. 1751)
- 1819 - Marc-Théodore Bourrit, scrittore e alpinista svizzero (n. 1739)
- 1821 - Hanawa Hokiichi, filosofo, scrittore e monaco buddista giapponese (n. 1746)
- 1832 - Pierre-Athanase Chauvin, pittore francese (n. 1774)
- 1835 - Carlos Miguel FitzJames Stuart, XIV duca d'Alba, nobile spagnolo (n. 1794)
- 1835 - Carl Wilhelm Hahn, aracnologo, entomologo e ornitologo tedesco (n. 1786)
- 1835 - Hendrik Arent Hamaker, assiriologo, filologo e orientalista olandese (n. 1789)
- 1839 - Joachim-Jean-Xavier d'Isoard, cardinale e arcivescovo cattolico francese (n. 1766)
- 1845 - John Jackson, pugile inglese (n. 1768)
- 1847 - Alexandre Brongniart, chimico, geologo e zoologo francese (n. 1770)
- 1848 - George Howard, VI conte di Carlisle, nobile e politico britannico (n. 1773)
- 1849 - Edgar Allan Poe, scrittore, poeta e critico letterario statunitense (n. 1809)
- 1851 - Manuel Godoy, nobile e politico spagnolo (n. 1767)
- 1852 - Louis François Auguste Souleyet, zoologo francese (n. 1811)
- 1855 - François Magendie, fisiologo francese (n. 1783)
- 1857 - Louis McLane, politico e avvocato statunitense (n. 1786)
- 1857 - Karl von Reyher, generale prussiano (n. 1786)
- 1861 - Olga Stanislavovna Potocka, nobildonna russa (n. 1802)
- 1862 - Ferdinánd Zichy, politico ungherese (n. 1783)
- 1863 - Damiano Vellucci, brigante italiano (n. 1835)
- 1864 - Apollon Aleksandrovič Grigor'ev, poeta, critico letterario e slavista russo (n. 1822)
- 1864 - Saturnino Calderón de la Barca y Collantes, nobile e politico spagnolo (n. 1799)
- 1865 - John Leonard Riddell, botanico, chimico e medico statunitense (n. 1807)
- 1868 - Aleksej Alekseevič Bobrinskij, ufficiale russo (n. 1800)
- 1870 - Cosimo Corsi, cardinale e arcivescovo cattolico italiano (n. 1798)
- 1870 - Mario Mattei, cardinale e vescovo cattolico italiano (n. 1792)
- 1870 - Majid bin Sa'id di Zanzibar, sultano tanzaniano (n. 1834)
- 1871 - John Fox Burgoyne, generale britannico (n. 1782)
- 1871 - Lella Ricci, soprano italiano (n. 1850)
- 1872 - Francesco Guglianetti, politico italiano (n. 1818)
- 1874 - Giuseppe Alliata-Campiglia, nobile italiano (n. 1844)
- 1874 - Carlo Arrivabene Valenti Gonzaga, politico italiano (n. 1820)
- 1876 - Georg Heinrich Pertz, storico, archivista e diplomatista tedesco (n. 1795)
- 1877 - Edward Eliot, III conte di St. Germans, diplomatico e politico inglese (n. 1798)
- 1878 - James William Benson, orologiaio britannico (n. 1826)
- 1878 - Tomás Cipriano Mosquera, politico colombiano (n. 1798)
- 1879 - Richard Meade, III conte di Clanwilliam, diplomatico e politico irlandese (n. 1795)
- 1882 - Louis Pothuau, politico e ammiraglio francese (n. 1815)
- 1884 - Gustavo Bianchi, esploratore italiano (n. 1845)
- 1884 - Tommaso De Vivo, pittore italiano
- 1884 - Bernard Petitjean, vescovo cattolico e missionario francese (n. 1829)
- 1889 - Giuseppe Francesco Blais, funzionario italiano (n. 1823)
- 1892 - Thomas Woolner, scultore e poeta inglese (n. 1825)
- 1893 - William Smith, linguista e lessicografo britannico (n. 1813)
- 1894 - Oliver Wendell Holmes, medico, insegnante e scrittore statunitense (n. 1809)
- 1895 - William Wetmore Story, scultore, critico d'arte e poeta statunitense (n. 1819)
- 1896 - Emma Darwin, britannica (n. 1808)
- 1896 - John Langdon Down, medico britannico (n. 1828)
- 1896 - Louis-Jules Trochu, generale e politico francese (n. 1815)
- 1898 - Abraham Oakley Hall, politico, scrittore e avvocato statunitense (n. 1826)
- 1900 - August de Maere d'Aertrycke, ingegnere e politico belga (n. 1826)

## XX secolo(228)
- 1901 - Arturo Moradei, pittore italiano (n. 1840)
- 1903 - Rudolph Otto Sigismund Lipschitz, matematico tedesco (n. 1832)
- 1904 - Isabella Bird, scrittrice inglese (n. 1831)
- 1905 - Pedro Américo, pittore, scrittore e saggista brasiliano (n. 1843)
- 1905 - Baldassarre Avanzini, giornalista e scrittore italiano (n. 1840)
- 1905 - Jules Bergeret, attivista e militare francese (n. 1830)
- 1909 - Henri Bellery-Desfontaines, pittore, incisore e architetto francese (n. 1867)
- 1909 - Michele Gordigiani, pittore italiano (n. 1835)
- 1910 - Jean-Baptiste Cerlogne, poeta, presbitero e linguista italiano (n. 1826)
- 1911 - John Hughlings Jackson, neurologo britannico (n. 1835)
- 1911 - Elmer McCurdy, criminale statunitense (n. 1880)
- 1913 - Belisario Domínguez, politico messicano (n. 1863)
- 1913 - Ľudovít Vladimír Rizner, scrittore, bibliografo e etnografo slovacco (n. 1849)
- 1914 - Juan Alais, chitarrista argentino (n. 1844)
- 1914 - William Carington, politico e ufficiale inglese (n. 1845)
- 1914 - Giuseppina Vadalà, patriota italiana (n. 1824)
- 1915 - Friedrich Hasenöhrl, fisico austriaco (n. 1874)
- 1916 - Leigh Richmond Roose, calciatore gallese (n. 1877)
- 1917 - Carlo Astengo, prefetto, magistrato e politico italiano (n. 1837)
- 1918 - Filippo Mazzoccolo, scrittore italiano (n. 1861)
- 1918 - Hubert Parry, compositore e docente inglese (n. 1848)
- 1918 - Giuseppe Toniolo, economista e sociologo italiano (n. 1845)
- 1919 - Alfred Deakin, politico australiano (n. 1856)
- 1920 - Marco Besso, dirigente d'azienda e letterato italiano (n. 1843)
- 1920 - Oreste Calzolari, scultore italiano (n. 1852)
- 1920 - Yves Delage, zoologo francese (n. 1854)
- 1922 - Marie Lloyd, cantante e attrice teatrale inglese (n. 1870)
- 1924 - Clifford Milburn Holland, ingegnere statunitense (n. 1883)
- 1925 - Christy Mathewson, giocatore di baseball e allenatore di baseball statunitense (n. 1880)
- 1925 - Gaetano Pilati, politico italiano (n. 1881)
- 1925 - Ivan Šusteršič, politico e avvocato austro-ungarico (n. 1863)
- 1926 - Fritz Brandstetter, calciatore austriaco (n. 1891)
- 1926 - Emil Kraepelin, psichiatra e psicologo tedesco (n. 1856)
- 1926 - Ottorino Pianigiani, politico e lessicografo italiano (n. 1845)
- 1927 - Edward Guinness, I conte di Iveagh, filantropo irlandese (n. 1847)
- 1927 - Paul Sérusier, pittore francese (n. 1864)
- 1928 - Giulio Salvadori, poeta e critico letterario italiano (n. 1862)
- 1930 - Olaf Offerdahl, vescovo cattolico norvegese (n. 1857)
- 1931 - Daniel Chester French, scultore statunitense (n. 1850)
- 1931 - Charles Ricketts, pittore e scrittore svizzero (n. 1866)
- 1931 - Eugen Schmidt, tiratore di fune, tiratore a segno e velocista danese (n. 1862)
- 1933 - Gino Di Caporiacco, politico italiano (n. 1878)
- 1933 - August Natterer, pittore tedesco (n. 1868)
- 1934 - Isaac Israëls, pittore olandese (n. 1865)
- 1935 - María Esperanza Manuel de Villena, nobildonna spagnola (n. 1855)
- 1935 - George Ramsay, allenatore di calcio e calciatore scozzese (n. 1855)
- 1937 - Angelo Musco, attore italiano (n. 1871)
- 1937 - Renate Müller, attrice e cantante tedesca (n. 1906)
- 1939 - Harvey Williams Cushing, chirurgo statunitense (n. 1869)
- 1939 - Sebastiano Giuseppe Locati, architetto italiano (n. 1861)
- 1939 - Münire Sultan, principessa ottomana (n. 1880)
- 1939 - Boris Ščukin, attore sovietico (n. 1894)
- 1939 - Ernest Vincent Wright, scrittore statunitense (n. 1872)
- 1940 - Camille Barrère, diplomatico francese (n. 1851)
- 1942 - Noël de Cleene, missionario e vescovo cattolico belga (n. 1870)
- 1942 - Jack Greenwell, calciatore e allenatore di calcio inglese (n. 1884)
- 1942 - Maria Antonina Kratochwil, religiosa polacca (n. 1881)
- 1943 - Cristoforo d'Assia-Kassel, ufficiale tedesco (n. 1901)
- 1943 - Rodolfo Betti, militare italiano (n. 1920)
- 1943 - Emilio Cirino, militare italiano (n. 1895)
- 1943 - Concetto Focaccetti, militare italiano (n. 1917)
- 1943 - Rosa Guarnieri Calò Carducci, italiana
- 1943 - Radclyffe Hall, scrittrice britannica (n. 1880)
- 1943 - Carlo Schmidl, editore e collezionista d'arte italiano (n. 1859)
- 1943 - Luigi Sedea, militare e partigiano italiano (n. 1913)
- 1943 - Archibald Warden, tennista britannico (n. 1869)
- 1944 - Arnaldo Faustini, cartografo, geografo e scrittore italiano (n. 1872)
- 1944 - Salmen Gradowski, polacco (n. 1910)
- 1944 - Helmut Lent, aviatore tedesco (n. 1918)
- 1944 - Abraham Léon, politico belga (n. 1918)
- 1944 - Alberto Murer, generale e partigiano italiano (n. 1889)
- 1944 - Fidia Palla, disegnatore, pittore e scultore italiano (n. 1894)
- 1944 - Piet Plantinga, pallanuotista olandese (n. 1896)
- 1944 - Torleif Torkildsen, ginnasta e tennista norvegese (n. 1882)
- 1946 - Christopher R.W. Nevinson, pittore, incisore e litografo britannico (n. 1889)
- 1947 - Arshak Fetvadjian, artista, pittore e grafico armeno (n. 1866)
- 1947 - Alessio Soley, basso italiano (n. 1884)
- 1948 - Edgar Leonard, tennista statunitense (n. 1881)
- 1950 - Willis Haviland Carrier, ingegnere e inventore statunitense (n. 1876)
- 1950 - Louis Halphen, storico francese (n. 1880)
- 1951 - Jacques Cariou, cavaliere francese (n. 1882)
- 1951 - Anton Philips, imprenditore olandese (n. 1874)
- 1952 - Arnaldo Bonaventura, musicologo e saggista italiano (n. 1862)
- 1952 - Rudolf Höllerl, calciatore austriaco (n. 1888)
- 1952 - Eulalie Jensen, attrice statunitense (n. 1884)
- 1952 - Hugh Stevenson Roberton, compositore e direttore di coro scozzese (n. 1874)
- 1952 - Luigi Volta, astronomo e politico italiano (n. 1876)
- 1953 - Émile Bouhours, ciclista su strada e pistard francese (n. 1870)
- 1953 - Guido Libertini, archeologo italiano (n. 1888)
- 1954 - Yehuda Ashlag, rabbino polacco (n. 1884)
- 1955 - Arrigo Cajumi, giornalista, scrittore e critico letterario italiano (n. 1899)
- 1955 - Frieda Hempel, soprano tedesco (n. 1885)
- 1955 - Marco Mariuzza, calciatore italiano (n. 1928)
- 1955 - Rodolphe Seeldrayers, dirigente sportivo belga (n. 1876)
- 1955 - Pasquale Sfameni, medico e scienziato italiano (n. 1868)
- 1955 - Aphur Yongden, monaco buddhista tibetano (n. 1899)
- 1956 - Maud Allan, danzatrice, pianista e attrice canadese (n. 1873)
- 1956 - Clarence Birdseye, inventore, biologo e imprenditore statunitense (n. 1886)
- 1956 - Oreste Conte, ciclista su strada italiano (n. 1919)
- 1956 - Benoît Musy, pilota motociclistico e pilota automobilistico svizzero (n. 1917)
- 1959 - Sidney Clive, generale inglese (n. 1874)
- 1959 - Giovanni Germanetto, giornalista, scrittore e sindacalista italiano (n. 1885)
- 1959 - Christina Karnebeek-Backs, supercentenaria olandese (n. 1849)
- 1959 - Mario Lanza, tenore, attore e showman statunitense (n. 1921)
- 1960 - Aldo Oriani, calciatore italiano (n. 1907)
- 1961 - Gea della Garisenda, cantante italiana (n. 1878)
- 1962 - Scrapper Blackwell, chitarrista statunitense (n. 1903)
- 1962 - Henri Oreiller, sciatore alpino e pilota automobilistico francese (n. 1925)
- 1963 - Gustaf Gründgens, attore e regista tedesco (n. 1899)
- 1963 - Arturo Reverberi, calciatore italiano (n. 1904)
- 1964 - Sidney Cross, ginnasta britannico (n. 1891)
- 1964 - Bernhard Goetzke, attore tedesco (n. 1884)
- 1964 - Ollie Kirkby, attrice statunitense (n. 1886)
- 1964 - Velio Spano, politico e antifascista italiano (n. 1905)
- 1964 - Albert Willemetz, librettista e paroliere francese (n. 1887)
- 1965 - Jesse Douglas, matematico statunitense (n. 1897)
- 1966 - Silvio Arrighini, calciatore italiano (n. 1924)
- 1966 - Mauritz Johansson, tiratore a segno svedese (n. 1881)
- 1967 - Norman Angell, politico e saggista britannico (n. 1872)
- 1967 - Michele De Pietro, politico e avvocato italiano (n. 1884)
- 1967 - Victor Hammer, pittore, incisore e tipografo austriaco (n. 1882)
- 1967 - Thor Henning, nuotatore svedese (n. 1894)
- 1967 - Ina Tosi, scrittrice italiana (n. 1879)
- 1968 - Gina Amendola, attrice italiana (n. 1896)
- 1968 - Alberto Cavallero, maratoneta italiano (n. 1900)
- 1968 - Giovanni Mazzucato, imprenditore e dirigente sportivo italiano (n. 1889)
- 1969 - Lars Ekborg, attore e cantante svedese (n. 1926)
- 1969 - Natal'ja Lisenko, attrice russa (n. 1884)
- 1969 - Ture Nerman, politico svedese (n. 1886)
- 1969 - Léon Scieur, ciclista su strada belga (n. 1888)
- 1969 - Nils Voss, ginnasta norvegese (n. 1886)
- 1971 - Jimmy Gallagher, calciatore scozzese (n. 1901)
- 1972 - Erik Eriksen, politico danese (n. 1902)
- 1972 - Antonio Molinaroli, politico italiano (n. 1894)
- 1972 - Remo Scuriatti, artista, fotografo e pittore italiano (n. 1900)
- 1973 - Masayuki Mori, attore giapponese (n. 1911)
- 1973 - Lucien Servanty, ingegnere aeronautico francese (n. 1909)
- 1974 - René Dary, attore e produttore cinematografico francese (n. 1905)
- 1974 - Giampietro Dore, giornalista italiano (n. 1899)
- 1975 - Anatolij Dneprov, romanziere sovietico (n. 1919)
- 1975 - Georges Frey, violinista francese (n. 1890)
- 1975 - Boris Kniaseff, ballerino e pedagogo russo (n. 1900)
- 1976 - Alfred Arndt, architetto tedesco (n. 1896)
- 1976 - Roy Royston, attore britannico (n. 1899)
- 1976 - Hisakichi Toyoda, nuotatore giapponese (n. 1912)
- 1977 - Nullo Biaggi, politico italiano (n. 1917)
- 1977 - Vladimir Striževskij, attore, sceneggiatore e regista russo (n. 1892)
- 1978 - Henry Corbin, orientalista, storico della filosofia e traduttore francese (n. 1903)
- 1978 - Oliviero Serdoz, calciatore italiano (n. 1907)
- 1979 - Giacinto Mondaini, pittore, disegnatore e illustratore italiano (n. 1903)
- 1979 - Jerzy Petersburski, compositore polacco (n. 1895)
- 1980 - Guido Astuti, avvocato e giurista italiano (n. 1910)
- 1980 - Fanny Marchiò, attrice italiana (n. 1904)
- 1981 - Luigi Petroselli, politico e giornalista italiano (n. 1932)
- 1981 - Sergio Solmi, critico letterario, poeta e avvocato italiano (n. 1899)
- 1981 - Georges Vajda, arabista, ebraista e islamista francese (n. 1908)
- 1982 - Guido Chiarelli, ingegnere italiano (n. 1902)
- 1982 - Elio Di Mella, carabiniere italiano (n. 1952)
- 1982 - Josef Lanzendörfer, bobbista cecoslovacco (n. 1907)
- 1983 - George Ogden Abell, astronomo statunitense (n. 1927)
- 1983 - Tauno Mäki, tiratore a segno finlandese (n. 1912)
- 1983 - Christophe Soglo, politico beninese (n. 1909)
- 1984 - Antonio Gabrieli, politico italiano (n. 1902)
- 1985 - Štefan Fabián, calciatore slovacco (n. 1911)
- 1985 - Wolfgang Kieling, attore, cantante e doppiatore tedesco (n. 1924)
- 1986 - André Berry, scrittore francese (n. 1902)
- 1986 - Cheryl Crawford, produttrice teatrale e direttrice artistica statunitense (n. 1902)
- 1986 - Liu Bocheng, generale e politico cinese (n. 1892)
- 1986 - Paul Tournier, medico e scrittore svizzero (n. 1898)
- 1987 - Ivan Belošević, calciatore jugoslavo (n. 1909)
- 1987 - Gino Fondi, ciclista su strada italiano (n. 1920)
- 1987 - Wilhelm Neukom, calciatore svizzero (n. 1920)
- 1988 - Sándor Bíró, calciatore ungherese (n. 1911)
- 1988 - Heinrich Maria Janssen, vescovo cattolico tedesco (n. 1907)
- 1988 - Stefano Rivetti di Val Cervo, imprenditore italiano (n. 1914)
- 1989 - Ėduard Nikandrovič Bočarov, regista sovietico (n. 1931)
- 1989 - Heinrich Kuen, linguista austriaco (n. 1899)
- 1989 - Aleksanteri Saarvala, ginnasta finlandese (n. 1913)
- 1989 - Luigi Tartari, politico italiano (n. 1924)
- 1990 - Chiara Badano, beata italiana (n. 1971)
- 1990 - Bellarmino Bagatti, francescano, presbitero e archeologo italiano (n. 1905)
- 1990 - Darrell Brown, cestista statunitense (n. 1923)
- 1990 - Giuseppe Molinari, politico italiano (n. 1912)
- 1990 - Cat Thompson, cestista e allenatore di pallacanestro statunitense (n. 1906)
- 1990 - Rashid bin Sa'id Al Maktum, politico emiratino (n. 1912)
- 1991 - Leo Durocher, giocatore di baseball e allenatore di baseball statunitense (n. 1905)
- 1992 - Aina Berg, nuotatrice svedese (n. 1902)
- 1992 - Ed Blackwell, batterista statunitense (n. 1929)
- 1992 - Augusto Daolio, cantautore italiano (n. 1947)
- 1992 - Tevfik Esenç, politico turco (n. 1904)
- 1992 - Dionisio Weisz, calciatore e allenatore di calcio ungherese (n. 1904)
- 1993 - Wladimiro Curatolo, politico italiano (n. 1915)
- 1993 - Cyril Cusack, attore irlandese (n. 1910)
- 1993 - Jucci Kellerman, attrice italiana (n. 1921)
- 1993 - Kenneth Nelson, attore statunitense (n. 1930)
- 1993 - Agnes de Mille, ballerina e coreografa statunitense (n. 1905)
- 1994 - Costante Berselli, religioso, scrittore e partigiano italiano (n. 1912)
- 1994 - Ray Ellefson, cestista statunitense (n. 1922)
- 1994 - Carlos Gracie, artista marziale brasiliano (n. 1902)
- 1994 - Niels Kaj Jerne, immunologo danese (n. 1911)
- 1994 - Filomena Nitti, biochimica e farmacologa italiana (n. 1909)
- 1994 - Guglielmo Nucci, politico italiano (n. 1918)
- 1994 - Maurício do Valle, attore brasiliano (n. 1928)
- 1995 - Ralph Churchfield, cestista e allenatore di pallacanestro statunitense (n. 1918)
- 1995 - Emanuele Del Vecchio, calciatore brasiliano (n. 1934)
- 1995 - Rodolfo Gregar, calciatore italiano (n. 1911)
- 1995 - Victor Sogliani, musicista italiano (n. 1943)
- 1995 - Olga Taussky-Todd, matematica austriaca (n. 1906)
- 1995 - Gérard de Vaucouleurs, astronomo francese (n. 1918)
- 1996 - Francesco Di Maggio, magistrato italiano (n. 1948)
- 1996 - Izrail' Moiseevič Metter, scrittore russo (n. 1909)
- 1997 - Orlando Ramón Agosti, generale argentino (n. 1924)
- 1997 - Felicisimo Ampon, tennista filippino (n. 1920)
- 1997 - Piero Bigongiari, poeta, critico letterario e italianista italiano (n. 1914)
- 1997 - Renato Degli Esposti, politico italiano (n. 1920)
- 1997 - Ulla Lindstrom, modella, danzatrice e attrice tedesca (n. 1945)
- 1998 - Arnold Jacobs, musicista e insegnante statunitense (n. 1915)
- 1998 - Renato Malavasi, attore italiano (n. 1904)
- 1998 - Enzo Pasqui, pittore italiano (n. 1920)
- 1999 - Umberto Bellintani, poeta italiano (n. 1914)
- 1999 - David A. Huffman, informatico statunitense (n. 1925)
- 1999 - Genrich Veniaminovič Sapgir, poeta e scrittore russo (n. 1928)
- 1999 - Lucien Thèze, cestista francese (n. 1913)
- 1999 - Helen Vinson, attrice statunitense (n. 1905)
- 1999 - Dave Whitsell, giocatore di football americano statunitense (n. 1936)
- 2000 - Walter Krupinski, generale e aviatore tedesco (n. 1920)
- 2000 - Rosario Rubbettino, editore italiano (n. 1941)
- 2000 - Vittorio Sardelli, calciatore italiano (n. 1918)

## XXI secolo(132)
- 2001 - Chris Adams, wrestler e judoka britannico (n. 1955)
- 2001 - Stewart Imlach, calciatore scozzese (n. 1932)
- 2001 - Reg Matthews, calciatore inglese (n. 1933)
- 2001 - Polly Rowles, attrice statunitense (n. 1914)
- 2002 - Pierangelo Bertoli, cantautore italiano (n. 1942)
- 2002 - Pietro De Logu, critico letterario, saggista e traduttore italiano (n. 1920)
- 2002 - Cor Kint, nuotatrice olandese (n. 1920)
- 2002 - Giovanni Maria Nieddu, politico italiano (n. 1927)
- 2002 - Domenico Paolella, regista e sceneggiatore italiano (n. 1915)
- 2003 - Ruth Halbsguth, nuotatrice tedesca (n. 1916)
- 2003 - Eleanor Lambert, statunitense (n. 1903)
- 2003 - Norodom Narindrapong, principe cambogiano (n. 1954)
- 2003 - Maria Uva, patriota italiana (n. 1906)
- 2004 - Michael Astour, orientalista ucraino (n. 1916)
- 2004 - Oscar Heisserer, calciatore e allenatore di calcio francese (n. 1914)
- 2004 - Miki Matsubara, cantautrice giapponese (n. 1959)
- 2004 - Jacques Noël, schermidore francese (n. 1920)
- 2005 - Guglielmo Capacchi, storico e linguista italiano (n. 1931)
- 2005 - Charles Rocket, attore statunitense (n. 1949)
- 2005 - Fedele Greco, calciatore e allenatore di calcio italiano (n. 1930)
- 2005 - Marco Lorini, calciatore italiano (n. 1912)
- 2005 - Rocco Ranelli, calciatore italiano (n. 1907)
- 2006 - Abraham Afewerki, cantante eritreo (n. 1966)
- 2006 - Anna Stepanovna Politkovskaja, giornalista russa (n. 1958)
- 2006 - Giuseppe Tocco, politico italiano (n. 1912)
- 2007 - Norifumi Abe, pilota motociclistico giapponese (n. 1975)
- 2007 - Renato Cepparo, esploratore, scrittore e imprenditore italiano (n. 1916)
- 2007 - Luciana Frassati, scrittrice e centenaria italiana (n. 1902)
- 2007 - Peter Nöcker, pilota automobilistico tedesco (n. 1928)
- 2007 - Andrea Romitti, calciatore italiano (n. 1919)
- 2007 - George Sangmeister, politico statunitense (n. 1931)
- 2007 - Luciano Testa, calciatore italiano (n. 1928)
- 2008 - Ivar Mathisen, canoista norvegese (n. 1920)
- 2008 - Adam Śmigielski, vescovo cattolico polacco (n. 1933)
- 2009 - Fernand Guillou, cestista francese (n. 1926)
- 2009 - Gianfranco Mingozzi, regista e sceneggiatore italiano (n. 1932)
- 2009 - Irving Penn, fotografo statunitense (n. 1917)
- 2009 - Wang Yuzeng, cestista cinese (n. 1912)
- 2009 - Helen Watts, contralto britannico (n. 1927)
- 2009 - Pedro Zadunaisky, astrofisico e matematico argentino (n. 1917)
- 2010 - Milka Planinc, politica croata (n. 1924)
- 2011 - Ramiz Alia, politico albanese (n. 1925)
- 2011 - Fernando Charrier, vescovo cattolico italiano (n. 1931)
- 2011 - David Hess, attore e cantautore statunitense (n. 1936)
- 2011 - Andrew Laszlo, direttore della fotografia ungherese (n. 1926)
- 2011 - Gianni Musy, attore e doppiatore italiano (n. 1931)
- 2011 - Dave Regullano, cestista filippino
- 2011 - Werner Zehnder, calciatore e allenatore di calcio svizzero (n. 1924)
- 2012 - Mervyn M. Dymally, politico statunitense (n. 1926)
- 2012 - Heriberto Lazcano, criminale messicano (n. 1974)
- 2012 - Ivo Michiels, scrittore e giornalista belga (n. 1923)
- 2012 - Ignazio Moncada, artista e ceramista italiano (n. 1932)
- 2013 - Giōrgos Amerikanos, cestista e allenatore di pallacanestro greco (n. 1942)
- 2013 - Giancarlo Cadé, calciatore e allenatore di calcio italiano (n. 1930)
- 2013 - Patrice Chéreau, regista, sceneggiatore e attore francese (n. 1944)
- 2013 - Pietro Lezzi, politico italiano (n. 1922)
- 2013 - Ovadia Yosef, rabbino israeliano (n. 1920)
- 2014 - Ugo Carrega, artista e poeta italiano (n. 1935)
- 2014 - Jadwiga Korbasińska, cestista polacca (n. 1946)
- 2014 - Siegfried Lenz, scrittore tedesco (n. 1926)
- 2014 - Nando Orfei, circense e attore italiano (n. 1934)
- 2014 - Louis Provelli, calciatore francese (n. 1939)
- 2014 - Iva Withers, attrice e cantante canadese (n. 1917)
- 2015 - Gene Allen, scenografo statunitense (n. 1918)
- 2015 - Dominique Dropsy, calciatore francese (n. 1951)
- 2015 - Harry Gallatin, cestista e allenatore di pallacanestro statunitense (n. 1927)
- 2015 - Massimo Scaglione, regista e politico italiano (n. 1931)
- 2015 - Gail Zappa, imprenditrice statunitense (n. 1945)
- 2015 - Jurelang Zedkaia, politico marshallese (n. 1956)
- 2016 - Giuseppe Angeli, politico e imprenditore italiano (n. 1931)
- 2016 - Giovanni Campari, allenatore di calcio e calciatore italiano (n. 1927)
- 2016 - Anne Pashley, velocista britannica (n. 1935)
- 2016 - Gonzalo Peralta, calciatore argentino (n. 1980)
- 2016 - Wolfgang Suschitzky, fotografo e direttore della fotografia austriaco (n. 1912)
- 2017 - Hugo Budinger, hockeista su prato tedesco (n. 1927)
- 2017 - George Dempsey, cestista statunitense (n. 1929)
- 2017 - Hugo Dollheiser, hockeista su prato tedesco (n. 1927)
- 2017 - Cosimo Mele, politico italiano (n. 1957)
- 2017 - Billy Roberts, musicista e paroliere statunitense (n. 1936)
- 2017 - Antun Rudinski, allenatore di calcio e calciatore jugoslavo (n. 1937)
- 2017 - Kundan Shah, regista e sceneggiatore indiano (n. 1947)
- 2017 - Washington Sycip, imprenditore e banchiere filippino (n. 1921)
- 2018 - Moses Olaiya Adejumo, attore teatrale nigeriano (n. 1936)
- 2018 - Francesco Deflorian, sciatore alpino e allenatore di sci alpino italiano (n. 1938)
- 2018 - Gibba, animatore, regista e fumettista italiano (n. 1924)
- 2018 - Brian Hughes, calciatore e allenatore di calcio gallese (n. 1937)
- 2018 - Víctor Le Bihan, cestista argentino (n. 1941)
- 2018 - Nino Lombardo, politico italiano (n. 1927)
- 2018 - Peggy McCay, attrice statunitense (n. 1927)
- 2018 - Oleg Olegovič Pavlov, scrittore russo (n. 1970)
- 2018 - Celeste Yarnall, attrice statunitense (n. 1944)
- 2019 - André Barbault, astrologo francese (n. 1921)
- 2019 - Beppe Bigazzi, dirigente d'azienda, gastronomo e giornalista italiano (n. 1933)
- 2019 - Giorgio Casoli, politico e magistrato italiano (n. 1928)
- 2019 - Ed Kalafat, cestista statunitense (n. 1932)
- 2019 - Eugène Saccomano, scrittore e telecronista sportivo francese (n. 1936)
- 2019 - Ella Vogelaar, politica e sindacalista olandese (n. 1949)
- 2020 - Antony Carbone, attore statunitense (n. 1925)
- 2020 - Manuel Guerra, nuotatore spagnolo (n. 1928)
- 2020 - Jerzy Jokiel, ginnasta polacco (n. 1931)
- 2020 - Franco Miotto, alpinista italiano (n. 1932)
- 2020 - Mario Molina, chimico messicano (n. 1943)
- 2020 - Charles Moore, ostacolista e velocista statunitense (n. 1929)
- 2020 - Antonio Moretti, regista italiano (n. 1932)
- 2021 - Enzo Collotti, storico italiano (n. 1929)
- 2021 - Forrest Hamilton, cestista statunitense (n. 1930)
- 2021 - Umberto Levra, storico italiano (n. 1945)
- 2021 - Eva Rönström, ginnasta svedese (n. 1932)
- 2021 - Ralph Spinella, schermidore statunitense (n. 1923)
- 2021 - Franklin Standard, cestista cubano (n. 1949)
- 2021 - Salvatore Veca, filosofo italiano (n. 1943)
- 2022 - Ronnie Cuber, sassofonista statunitense (n. 1941)
- 2022 - Toshi Ichiyanagi, compositore e pianista giapponese (n. 1933)
- 2022 - Bill Nieder, pesista statunitense (n. 1933)
- 2022 - Abdelkader Ouaraghli, calciatore marocchino (n. 1943)
- 2022 - Al Ries, pubblicitario statunitense (n. 1926)
- 2022 - Sergio Tagliapietra, canottiere italiano (n. 1935)
- 2023 - Terence Davies, regista e sceneggiatore britannico (n. 1945)
- 2023 - Reiner Goldberg, tenore tedesco (n. 1939)
- 2023 - Luca Goldoni, giornalista, scrittore e umorista italiano (n. 1928)
- 2023 - Park Jong-hwan, allenatore di calcio sudcoreano (n. 1938)
- 2023 - Vivian Silver, attivista canadese (n. 1949)
- 2023 - Ellen Tittel, mezzofondista tedesca (n. 1948)
- 2023 - Marouf al-Bakhit, politico e militare giordano (n. 1947)
- 2024 - Emilio Gabaglio, politico e sindacalista italiano (n. 1937)
- 2024 - Claude Gewerc, politico francese (n. 1947)
- 2024 - Cissy Houston, cantante statunitense (n. 1933)
- 2024 - Clement Kemboi, siepista keniano (n. 1992)
- 2024 - Helenita Olivares, soprano colombiano (n. 1925)
- 2024 - Chiara Pinfari, politica italiana (n. 1940)
- 2024 - Nicholas Pryor, attore statunitense (n. 1935)
- 2024 - Sultan bin Mohammed bin Sa'ud Al Kabir, principe e imprenditore saudita (n. 1954)

## Senza anno specificato(1)
- Valeria di Milano, romana